# Drzewo genealogiczne królowej duńskiej Zofii w Nykøbing Falster
Drzewo genealogiczne królowej duńskiej Zofii — duże malowidło na desce, przedstawiające wywód przodków królowej Danii i Norwegii Zofii (córki księcia meklemburskiego na Güstrowie Ulryka III i żony Fryderyka II), przedstawionych w formie półpostaci z herbem i inskrypcją zawierającą tytuł, wykonane w latach 1623-1627 życzenie tej władczyni przez Antoniusa Clemensa i umieszczone w kościele pofranciszkańskim w Nykøbing/Falster.

## Opis
Malowana tablica genealogiczna została wykonana w latach 1623-1627 przez pochodzącego z Odense artystę Antoniusa Clemensa i znajduje się w kościele poklasztornym w duńskim Nykøbing Falster. Wymiary malowidła (ok. 35 m²) stawiają je w rzędzie wyjątkowych w swoim rodzaju, tak ze względu na jednorazowość, jak i osobliwość przedstawienia. Tablica składa się z dwóch skrzydeł połączonych wizerunkiem zamawiającej, królowej Danii i Norwegii Zofii, żony Fryderyka II. W sumie obejmuje konterfekty (w formie półpostaci) 63 osób, przodków królowej po mieczu i po kądzieli, opatrzone inskrypcją i herbem. Szczególnie bogate są inskrypcje przy wizerunkach samej królowej (SOPHIA VON GOTTES GNADEN ZV DENNEMARCKEN, NORWEGEN, DER WENDEN VND GOTTEN KONIGIN, GEBOEN ZV MECKELBVRG HERTZOGIN ZV SCHLESWIG-HOLSTEIN, STORMARN VND DER DITMARSCHEN, GRAFIN ZV OLDENBURG VND DELMENHORST WITWE) i jej rodziców (księcia meklemburskiego na Güstrowie Ulryka III oraz Elżbiety, księżniczki duńskiej).
Malowidło wzorowane było na niemal takim samym, znajdującym się w katedrze w rodzinnym Güstrowie, a będącym częścią grobowca rodziców Zofii, drzewie genealogicznym, które jednakże wykonane było w kamieniu. Portrety przedstawionych na wywodzie przodków antenatów królowej, już począwszy od jej dziadków są przedstawieniami wyimaginowanymi (apokryficznymi), służą więc za późne przykłady typowych wyobrażeń władców. Za takie należy uznać zarówno konterfekt babki macierzystej fundatorki — królowej duńskiej Zofii — jak i pozostałych jej pomorskich i polskich przodków (Bogusława X Wielkiego z żoną Anną, królewną polską, Kazimierza Jagiellończyka z żoną Elżbietą Rakuszanką, Eryka II z żoną Zofią, księżniczką słupską, Warcisława IX z żoną Zofią, księżniczką sasko-lauenburską, wreszcie Bogusława IX z żoną Marią, księżniczką mazowiecką).